# Heterolocha hoengica
Heterolocha hoengica là một loài bướm đêm trong họ Geometridae.